# Hermann Weingärtner
Otto Ludwig Hermann Weingärtner (Francoforte sull'Oder, 27 agosto 1864 – Francoforte sull'Oder, 22 dicembre 1919) è stato un ginnasta tedesco, vincitore di sei medaglie ai Giochi olimpici di Atene 1896.

## Biografia
Nacque a Francoforte sull'Oder nel 1864, dove inizialmente lavorò in un negozio di alimentari. Si trasferì poi a Berlino per cercare lavoro e qui si inserì in una squadra ginnica, dove ottenne i migliori successi vincendo nella prima TurnFest tedesca nel 1892.

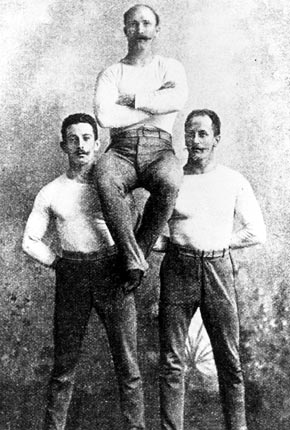
Hermann Weingärtner (a destra) con Alfred Flatow e Carl Schuhmann

Partecipò alle gare di ginnastica artistica delle prime Olimpiadi moderne che si svolsero ad Atene nel 1896, dove vinse sei medaglie con la squadra tedesca: tre d'oro nella trave, nella trave a squadre e nelle parallele a squadre, due d'argento nel cavallo e negli anelli e una di bronzo nel volteggio. La sola gara in cui non salì sul podio fu quella delle parallele.
Al ritorno da Atene dovette interrompere la propria attività ginnica perché aveva partecipato ai Giochi con la squadra tedesca nonostante il parere contrario dei suoi superiori, decisi a boicottare la manifestazione. Si dedicò quindi, fino alla morte, alla professione di bagnino nella piscina pubblica che il padre aveva aperto intorno al 1880 alla periferia della città.
Morì il 22 ottobre 1919 all'età di 55 anni nella sua città natale, durante un tentativo di salvataggio.

## Palmarès
Atene 1896
- Oro nella trave
- Oro trave a squadre
- Oro nelle parallele a squadre
- Argento negli anelli
- Argento nel cavallo
- Bronzo nel volteggio